# NGC 1808
NGC 1808 este o galaxie seyfert de tip 2⁠(d) situată în constelația Porumbelul. A fost descoperită în 20 mai 1826 de către James Dunlop. Se află la o distanță de 9,29 megaparseci de Pământ.